# Tatworth and Forton
Tatworth and Forton è una parrocchia civile nel South Somerset, in Inghilterra. Comprende il villaggio di Tatworth e il più piccolo centro di Forton.